# 2010年亚洲残疾人运动会盲人门球比赛
2010年亚洲残疾人运动会盲人门球比赛于12月13日—12月18日在广工体育馆举办。

## 獎牌統計
| 排名 | 国家／地区  | 金牌 | 银牌 | 铜牌 | 總數 |
| ---- | ----------- | ---- | ---- | ---- | ---- |
| 1    | 中国（CHN） | 2    | 0    | 0    | 2    |
| 2    | 日本（JPN） | 0    | 1    | 0    | 1    |
| 2    | 韩国（KOR） | 0    | 1    | 0    | 1    |
| 3    | 伊朗（IRI） | 0    | 0    | 2    | 2    |
| 總計 | 總計        | 2    | 2    | 2    | 6    |

## 各項成績
| 項目   | 金牌                                                                          | 银牌 | 铜牌 |
| 男子组 | 中国（CHN） · 杜进冉 · 邵帅 · 鲍道磊 · 陈亮亮 · 蔡长贵 · 胡明耀 · 张泳 · 付娟 | 韩国（KOR） · 吴政焕 · 金炳勋 · 方正植 · 洪承旭 · 金哲焕 · 金民宇 · 姜浩永 · 白大铉 · 崔金善                 | 伊朗（IRI） · 穆罕默德·苏兰吉·埃斯塔尔基 · 贝赫扎德·贾汉吉里·盖瓦姆 · 穆斯塔法·沙赫巴齐·亚杰卢 · 穆赫辛·贾利勒万德-希尔汉 · 赛义德·迈赫迪·萨亚希 · 贾瓦德·希尔德勒 · 穆罕默德·贝德朱利 · 穆罕默德·易卜拉欣扎德-莫特拉格 · 穆罕默德-礼萨·马兹洛米 |
| 女子组 | 中国（CHN） · 林珊 · 张魏 · 陈凤青 · 王瑞雪 · 范菲菲 · 鞠贞 · 王金琴 · 付娟   | 日本（JPN） · 小宫正江 · 浦田理惠 · 安达阿记子 · 野村昌子 · 直井由纪 · 中岛茜 · 江黒直树 · 市川乔一 · 增田徹 | 伊朗（IRI） · 玛丽亚姆·德维斯提 · 扎伊娜卜·甘巴里 · 玛丽亚姆·库·法拉赫 · 莎米拉·贾利勒万德·希尔哈 · 塔伊芭·埃斯特基·乌雷加尼 · 赛义德·萨达特·加姆萨里·杰维纳尼 · 穆罕默德·贝德朱利 · 塔耶贝·马利基 · 罗加耶·法特希                               |